# Iphiaulax penetrans
Iphiaulax penetrans är en stekelart som först beskrevs av Smith 1862.  Iphiaulax penetrans ingår i släktet Iphiaulax och familjen bracksteklar. Inga underarter finns listade i Catalogue of Life.